# Gyropaigne
Gyropaigne, secondo una classificazione filogenetica (Skuja, 1939) è un genere del supergruppo Excavata appartentente alla famiglia Astasiaceae.

Questo genere fu descritto per la prima volta da Skvortzov nel 1957 ed è stato ritrovato per la prima volta nelle acque interne della Manciuria, Cina.

## Caratteristiche
I Gyropaigne sono organismi unicellulari di forma ovoidale o cilindrica, con cellula non appiattita, con membrane rigide e fortemente carenate.
Il genere fu proposto da Skuja, nel 1939, sulla base di materiale da lui stesso raccolto da una vasca di acqua fredda di una serra dell'Orto Botanico dell'Università di Riga, Vidzeme, Lettonia, URSS.
Gyropaigne ha cellule incolori, biflagellate, increspate, che nuotano liberamente e non metaboliche, con un flagello emergente, tenuto anteriormente e molto mobile durante il nuoto rapido.
Sono organismi incolori, e con modalità di alimentazione osmotrofica, ma con abbondanti grani di paramylon di varia forma.
Possono essere di forma subcilindrica corta, fusiforme, ovoidale o alquanto ellittica se visti di fronte e irradiarsi se visti da un'estremità. 
Il periplasto è solido, incolore, con un numero di chiglie elicoidali pronunciate. Il protoplasma è ialino. I granuli di Paramylum sono numerosi. Il nucleo è cospicuo e situato approssimativamente al centro o spostato verso l'estremità posteriore della cellula.
Finora non si sa nulla della riproduzione in questo genere.
Le cellule sono per lo più piccole (ca. 25 μ di lunghezza) anche se qualche specie può raggiungere i 45 μ. 
Considerati da Pringsheim (1963) come derivati incolori di Lepocinclis, ma Christen (1962b) lo trova improbabile. 
Specie molto rare. Vivono in acqua dolce con habitat acidi, in particolare stagni e fossati con vegetazione in decomposizione.
Ritrovati in Brasile, Lettonia, Francia, Svizzera e Ucraina.

Tassonomicamente, attualmente ci sono 2 nomi di specie accettati e uno di stato incerto.

## Classificazione
Gli autori nel complesso sono concordi sulla posizione tassonomica di questo genere tra le Astasiaceae. BOURRELL Y (1985), invece, collocò Gyropaigne tra le Euglenaceae.
Il genere comprende alpiù 4 specie, ed è conosciuto dall'Europa: Lettonia, Francia, Ucraina e Svizzera, e dal Sud America: Cile e Brasile.

## Classificazioni alternative
Una classificazione ormai non più accettata (Cavalier-Smith) inserisce questo genere nella famiglia delle Astasiidae, sottordine Rhabdomonadina, ordine Natomonadida, sottoclasse Anisonemia, classe Peranemea, superclasse Spirocuta,  infraphylum Dipilida, subphylum Euglenoida, phylum Euglenozoa, sottoregno Eozoa, Regno Protozoa, finché non si è scoperto che tali gruppi sono parafiletici.

## Suddivisioni
Il genere Gyropaigne contiene 4 specie finora riconosciute:
- Gyropaigne brasiliensis
- Gyropaigne kosmos
- Gyropaigne lefevrei
- Gyropaigne ucrainica

E una sola specie attualmente oggetto di investigazione
- Gyropaigne granulata

E una ulteriore specie oggi è riconosciuta come sottospecie di Gyropaigne lefevrei, assumendo la denominazione Gyropaigne lefevrei f. intermedia (in passato Gyropaigne intermedia).